# أوقست باومغارتنر
أوقست باومغارتنر هو لاعب رماية نمساوي، (و. 1877  م).

## وصلات خارجية
- أوقست باومغارتنر على موقع أوليمبيديا (الإنجليزية)